# Písečná bouře

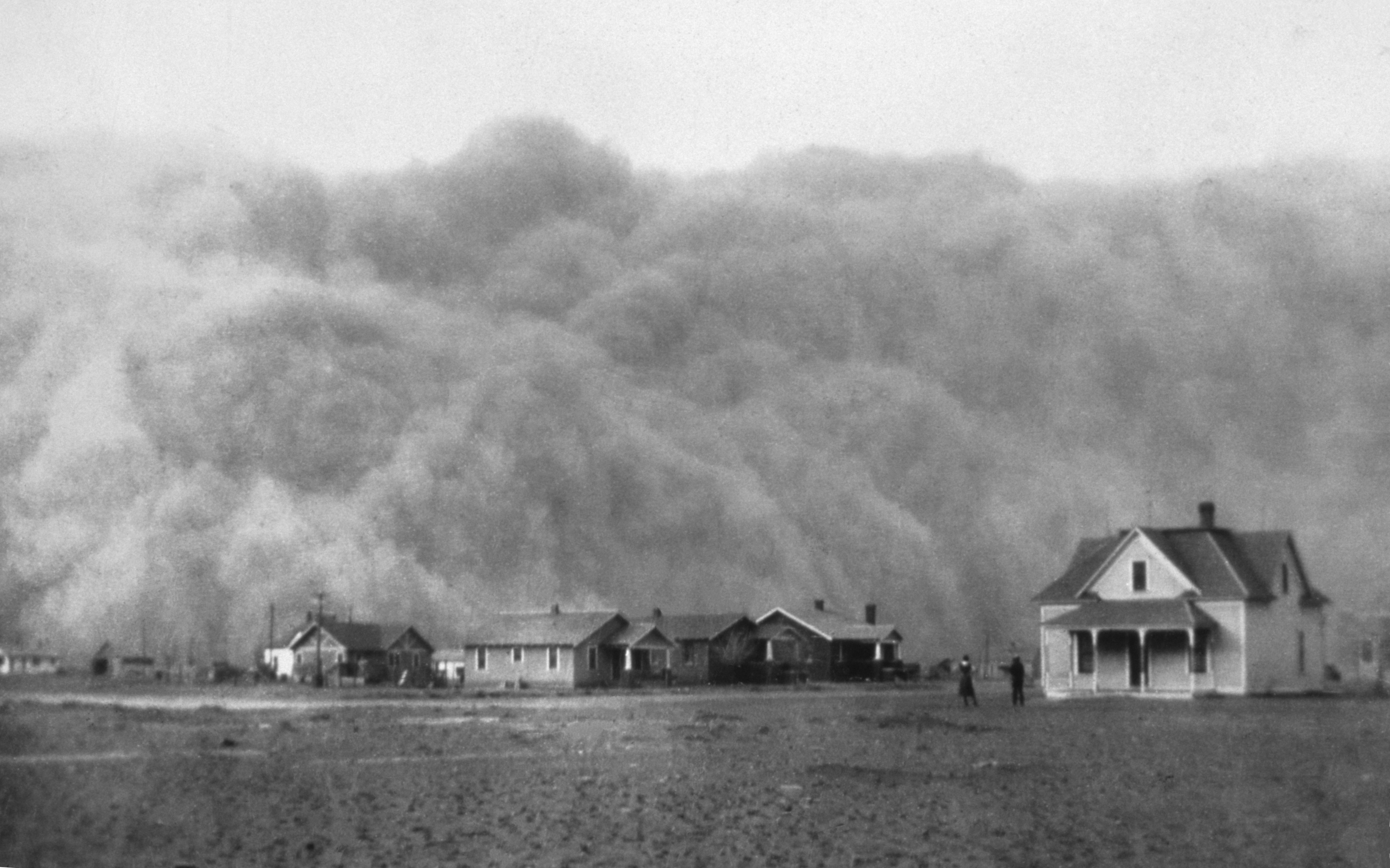
Písečná bouře v Texasu

Písečná bouře či prachová bouře je zvláštní atmosférický jev, kdy je vlivem pohybu vzduchových mas zvedán do atmosféry drobný prachový materiál či písek, který se pak následně spolu s posunem mas pohybuje do nových oblastí. Zvířený materiál je transportován a následně ukládán v nových oblastech.
Písečné bouře jsou typické pro aridní oblasti, kde není povrch kryt soustavnou vegetační pokrývkou, jenž by zabraňovala snadnému uchopení malých částí a jejich přenosu. Nejčastěji se s nimi setkáváme v pouštních oblastech na Zemi jako například v oblasti Sahary, ale byly pozorovány také na Marsu, kde občas dosahují globálních rozměrů, kdy je celá atmosféra planety zasažena podobnými bouřemi.
Písečné bouře jsou nebezpečné z několika důvodů, jelikož snižují viditelnost na nulu, jsou schopné zasypat rozsáhlé oblasti mocnými vrstvami, či mají silný abrazivní efekt. Písečné bouře mají silnou unášecí schopnost a to i na velikou vzdálenost. Jsou doloženy případy, kdy jemný písek ze Sahary dopadl v oblastech Evropy na Alpy. Ten může být mírně radioaktivní pravděpodobně v důsledku jaderných testů USA a SSSR. Některé studie naznačují, že prach z písečných bouří částečně ovlivňuje vznik hurikánů nad Atlantikem.